# Falcon (fusée)
Pour les articles homonymes, voir Falcon.

La famille de fusées Falcon.

Falcon est le nom générique d'une famille de lanceurs civils américains développés par SpaceX.
Les lanceurs de cette famille comprennent les Falcon 1, Falcon 9 et Falcon Heavy.
Cette famille de fusées comporte des lanceurs réutilisables, développés dans le cadre du programme de développement du lanceur réutilisable SpaceX.